# Jakša Fiamengo
Jakša Fiamengo (Komiža, 26. studenoga 1946. – Split, 27. prosinca 2018.) bio je hrvatski pjesnik i akademik.

## Životopis
Rođen je u Komiži na otoku Visu 1946. godine. Klasičnu gimnaziju završio je u Splitu, gdje je uređivao časopis Vidik.
Autor je tekstova brojnih klapskih, pop i zborskih pjesama dalmatinskog melosa, među kojima su najpopularnije: Piva klapa ispo' volta, Nadalina, U prolazu, Infiša san u te, Promenade, Ja sam pjesma, Karoca gre, Sutra će te ponit i Sidro u čoviku. Autor je i 16 knjiga poezije i dobitnik mnogih državnih priznanja za književnost. Njegovo pjesništvo tematski je vezano za more kao i život uz njega, a kulturološki pripada mediteranskom krugu. 
Značajna je i Fiamengova kazališno-kritičarska djelatnost te rad na afirmaciji amaterskih kazališnih družina, pogotovo s područja Dalmacije.
Na hrvatski jezik prevodio je i pjesme s makedonskog jezika. Tako je preveo i neke pjesme makedonskog pjesnika Konstantina Miladinova. Godine 2014. postao je redoviti član Hrvatske akademije znanosti i umjetnosti.
Umro je u Splitu, 27. prosinca 2018. godine u 73. godini života. Pokopan je 5. siječnja 2019. na groblju svetog Mikule na Musteru.

## Djela
- Pred obećanom zemljom (1966.) - (objavio s Momčilom Popadićem)
- More koje jesi (1968.)
- Vjetar oko kuće (1975.)
- Večera u oku (1976.)
- Svjetiljka radosnog moreplovca (1988.)
- Oteto iz tmine (1990.)
- Zaziv protiv zloduha (1992.)
- Kutija Gaja Utija (1994.)
- U situ jezika (1996.)[4]

## Nagrade i priznanja
- 1993.: Poeta oliveatus na događaju Croatia rediviva: Ča, Kaj, Što – baštinski dani
- 2006.: Plaketa "Dobrojutro, more", s pjesničkih susreta u Podstrani.[5]

## Ostalo
- "Velikani hrvatskog glumišta" kao sudionik dokumentarnog serijala (2018.)

## Vanjske poveznice
- Biografija na stranicama Festivala dalmatinskih klaa u Omišu  Arhivirana inačica izvorne stranice od 24. lipnja 2006. (Wayback Machine).